# Hipótese do macaco aquático

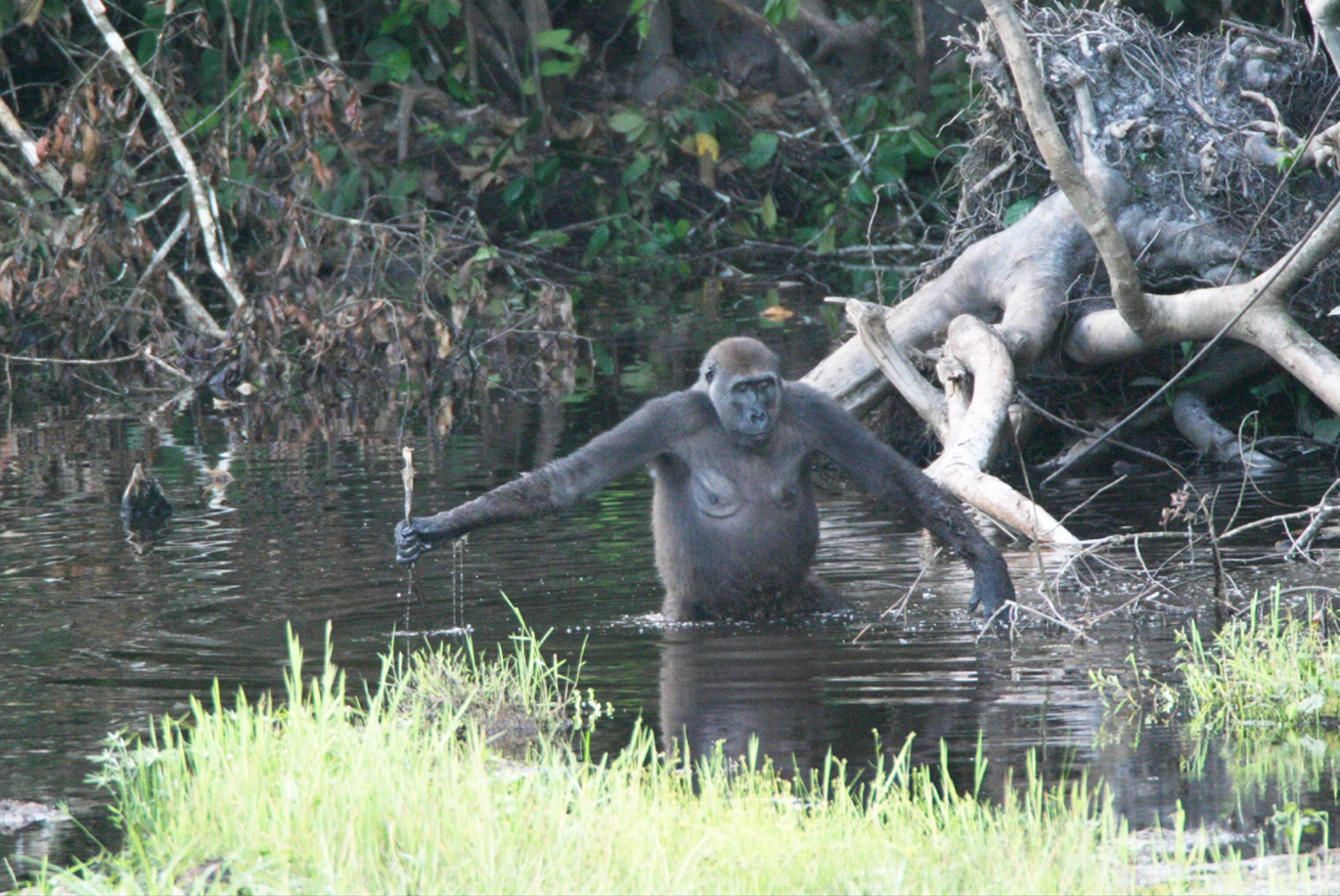
Gorila moderno forçado ao bipedalismo, na água: fase aquática na evolução humana é "uma ideia razoável", mesmo para opositores.

A hipótese do macaco aquático ou, como é mais conhecida, teoria do macaco aquático, ou ainda AAT (na sigla em inglês para Aquatic Ape Theory) é um dos principais modelos propostos pela ciência para explicar por que, durante a evolução humana, o homo sapiens se tornou tão distinto em seus fenótipos dos demais primatas, sobretudo com a perda dos pelos corporais e o andar ereto sobre dois pés, ao lado de hipóteses como a da savana e a dos parasitas.
A terceira hipótese citada prega, por exemplo, que os homens teriam perdido seus pelos em razão de estes serem um ambiente propício à instalação de pragas mas, com o desenvolvimento da espécie veio o controle do fogo e as roupas substituíram a proteção contra o frio, os seres humanos teriam preferido parceiros menos peludos e, portanto, mais saudáveis (defendida pelo biólogo britânico Mark Pagel, da Universidade de Reading); já a hipótese da savana, a mais difundida e aceita, diz que os pelos foram perdidos na mudança dos ancestrais do homem das florestas para as áreas de cerrado, o que os permitiria controlar melhor o calor no clima seco; já a hipótese que se tornou conhecida como “’’macaco aquático’’” diz que entre 6 e 8 milhões de anos atrás os primitivos hominídeos se ocuparam durante algum tempo da vida na água em busca de alimentos, perdendo assim os pelos e começando a desenvolver uma camada adiposa sob a pele.
Sua proposição inicial se deu com o biólogo marinho, Sir Alister Hardy que, em 1960, sugerira que o homem, na sua marcha evolutiva, teria passado por uma fase aquática - ideia que ficou esquecida até que na década de 1990 ela veio a público, provocando enorme reação contrária dos seus pares, como algo não científico; embora rechaçada pela academia, essa hipótese conta entre seus defensores nomes como Sir David Attenborough, o paleoantropólogo Phillip V. Tobias (antigo defensor da hipótese da savana), Elaine Morgan, Daniel Dennett, entre outros.
Raras ideias na ciência dividem tanto aqueles que a combatem dos que a defendem. Vista como “hipótese guarda-chuva” (que procura suprir lacunas com uma só “cobertura”), não significa que a ciência deixe de admitir que fases aquáticas ocorreram durante a evolução humana.
Estudo mais recente, por exemplo, propõe que as hipóteses terrestre e aquática encontrem um meio termo: enquanto os defensores das ideias “ortodoxas” da hipótese da savana repelem a hipótese aquática, há muitos aspectos da evolução humana que têm origem na água, o que a leva a ser parcialmente admitida, sem com isto se fazer parte do grupo de defensores da hipótese do macaco aquático.

## Os fenótipos atuais e objeções à hipótese da savana
Entre os primatas atuais (símios e macacos) o homem é o único que não possui uma camada de pelos sobre o corpo; a cobertura de pelos é uma regra entre as cinco mil espécies de mamíferos que existem, sendo exceção apenas nos elefantes, rinocerontes, hipopótamos, morsas, porcos e nos ratos-toupeira-pelados – dos quais muitos têm vida aquática ou semiaquática.
Apesar de largamente difundida, a hipótese da savana encontra obstáculos como, por exemplo, ao justificar que se a falta de pelos teria ajudado na regulação térmica durante os dias quentes, da mesma forma causaria uma grande perda de calor durante as noites frias. O fato de os restos fósseis dos primeiros hominídeos serem quase sempre encontrados em lugares associados à água vem confundindo os paleontólogos, de forma que uma fase aquática parece ter realmente ocorrido.

## Histórico

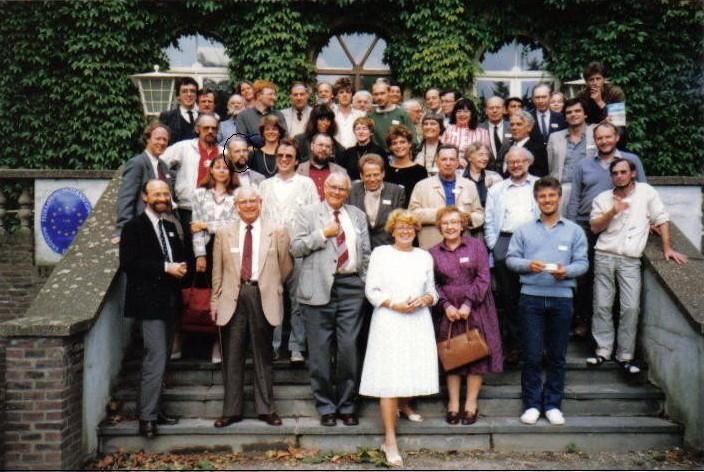
Cientistas em conferência sobre a Teoria, Holanda, 1987

Já em 1929 Alister Hardy, provocado por um questionamento feito por Wood Jones, onde este aventava que a falta de pelos estaria possivelmente relacionada com a camada de gordura subcutânea, havia desenvolvido a hipótese que a razão para tal - segundo seu vasto conhecimento sobre os mamíferos aquáticos - seria uma fase aquática na evolução humana; contudo, Hardy somente publicou seu estudo em 1960 - antes dele, em 1942 Max Westenhöffer, havia aventado a possibilidade, na Alemanha, em uma passagem simples de seu livro "Der Eigenweg des Menschen", sem fazer qualquer menção a período, lugar ou causa para tais adaptações; publicada durante a II Guerra Mundial, seu estudo passou despercebido.
No estudo de Hardy ele relata sua enorme experiência com mamíferos marinhos e a ligação que então fizera com a possibilidade de a camada adiposa subcutânea ter relação com uma fase de vida na água; outras características morfológicas eram, para ele, também indicadoras disto: a pele desprovida de pêlos, a silhueta simples comparada a outros primatas ou a presença de pele entre os dedos que por vezes ocorre; como ponto determinante ele ressaltou que a postura ereta é um imperativo ao se andar em terrenos alagados - o que também teria provocado os cabelos longos dos humanos. O motivo do atraso na publicação fora provocado pelo receio às reações a suas conclusões por parte do meio científico - o que poderia ter prejudicado sua carreira, então no início.
A reação ao artigo de Hardy, já um cientista abalizado e reconhecido até pelo grande público, foi a de ignorá-lo, como se fora uma brincadeira.
Na década de 1980 Elaine Morgan retomou a hipótese, acrescentando-lhe o fato de que a favor dela havia a formação de uma camada subcutânea de gordura – presente no homem moderno e muito mais efetiva que a pele para a preservação da temperatura corporal; para ela esta fase aquática teria ocorrido entre 8 e 6 milhões de anos atrás e teria durado de 1 a 2 milhões de anos.

## Proposta aquática
Segundo a hipótese, o homem atual tem muitos caracteres que somente são encontradas com regularidade em outros mamíferos aquáticos, características essas que são menos frequentes nos terrestres; em razão disto, a hipótese tenta explicar porque o seres humanos são despelados, possuem uma espessa camada de gordura sob a pele, os membros inferiores são mais longos que os anteriores, pode controlar conscientemente a própria respiração, entre outras que dão pistas de que os ancestrais da humanidade passaram uma parte de sua evolução na água.
Presume-se que os primatas primitivos se alimentavam de frutas e folhas das florestas, a hipótese lembra que nos hominídeos também há presença de alimentos de origem aquática, que os teria atraído: inicialmente ervas e raízes, e mais tarde animais e mariscos.
Com a glaciação do Pleistoceno, contudo, a Terra se resfriou e os habitats ficaram mais áridos, forçando os primitivos ancestrais dos seres humanos a voltarem ao habitat terrestre, onde eles desenvolveram uma dieta onívora: inicialmente como coletores bípedes e depois caçadores de animais costeiros e ribeirinhos.

## Refutações
Em 1997 John H. Langdon argumentava que a hipótese era “perturbada por inconsistências” e não correspondia aos registros fósseis que, por formar um mosaico, não apoiavam esta ou aquela teoria; por outro lado, diz ele, suas explicações não são mais fundadas que a hipótese terrestre ao explicar a formação de caracteres individuais; ele conclui que hipóteses “guarda-chuva” como estas, assim como as explicações paranormais, têm grande aceitação junto aos leigos ou aos estudantes, ou entre as ciências próximas da antropologia, possuem uma maior facilidade de divulgação por serem simples e, mesmo erradas, suas respostas são de fácil compreensão – e portanto representam um problema na ciência evolutiva, que deve enfrentá-lo tanto dentro de sua própria comunidade acadêmica quanto na divulgação pública.
Um dos editores sênior da Nature, Henry Gee, chegou a declarar que esta ideia não é evolucionismo, mas sim criacionismo, não científico; segundo ele não são poucos os artigos que chegam ao crivo da redação da revista trazendo evidências de que certas características são provas de que a evolução se procedeu desta ou daquela forma, negando quaisquer evidências em contrário; como exemplo ele cita que os hominídeos se tornaram bípedes há pelo menos cinco milhões de anos, mas a dieta com frutos do mar é contemporânea ao próprio homo sapiens, datando de cerca de duzentos mil anos, portanto.
Pagel, autor da hipótese dos parasitas, pondera que o modelo aquático não explica por que essas novas características físicas foram mantidas, mesmo quando por muito tempo os proto-hominídeos tenham mudado de habitat e passado por outras tantas transformações nos cinco milhões de anos seguintes ou, ressalta, durante os períodos de centenas de milhares de anos em que viveu sob período de glaciação (100 mil anos, para o homem; 800 mil anos, para o Homo erectus); ele lembra que a quantidade de pelos pode mudar rapidamente – e cita como exemplos os mamutes peludos nos lugares frios e os elefantes despelados das savanas, ou os cães e porcos, cujos exemplares domésticos diferem dos da natureza, que têm muito mais pelos. Nem esta hipótese nem a da savana, diz ele, explicam ainda a diferença entre a quantidade de pelos entre homens e mulheres, ou a existência dos pelos pubianos.

## Encontro de 2013
Sob o comando de David Attenborough em Londres foi realizado um encontro dos defensores da hipótese, com início em 8-9 de maio de 2013.
Na internet o simpósio londrino gerou uma onda de tweets que divulgavam o "macaco espacial" (#spaceape), ironizando a forma pela qual se traziam as "provas" desta teoria, em forma de paródia: os humanos acasalariam frontalmente porque assim suas mochilas não os atrapalhavam; evoluíra-se para grandes cabeças porque não se precisa do corpo, na gravidade zero; as características sexuais secundárias teriam surgido para que os parceiros pudessem se identificar, dentro de grandes trajes astronáuticos  e brincadeiras similares; a despeito disto, a editora da Scientific American que publicara esta pilhéria ponderava: “eu não quero sugerir que os ambientes aquáticos não foram importantes na evolução humana. Eles foram... Mas não há nenhuma evidência substancial para apoiar a ideia de que as características anatômicas que nos distinguem dos nossos parentes macacos surgiram como adaptações a um estilo de vida aquática.”

## Síntese entre as hipóteses
À luz das mais de trinta teorias que tentaram, no século XX, explicar o bipedalismo e a postura ereta humana, especialmente as duas principais - hipótese da savana e a hipótese aquática - há na ciência uma nova corrente que defende que todas elas estejam "superadas", ao menos parcialmente; isto decorre do fato de que novas evidências apontam para que fases fizeram com que, a partir do ano 2000, tomasse corpo a teoria anfíbia generalista.
Por essa hipótese, o ser humano teria evoluído em ambiente florestal, e não muito afastado de ambientes aquáticos rasos, onde conseguia alimentos com pouco esforço; a teoria aponta meios de síntese para as teorias antagônicas.